# ブライアンセンス
ブライアンセンス（欧字名:Brian Sense、2020年3月16日 - ）は、日本の競走馬。主な勝ち鞍は2025年のマーチステークス。
馬名の意味は、母父名より＋感覚。

## 経歴

### デビュー前 - 3歳（2023年）
2020年7月、セレクトセール当歳に上場され、（株）ジェイエスに2200万円（税別）で落札された。
2023年3月12日、中山競馬場3Rの3歳未勝利戦でようやくのデビューを飾り、3着。次走の未勝利戦で初勝利を収めた。5月6日の3歳1勝クラスで2勝目を挙げた後、重賞初挑戦で出走した6月18日のユニコーンステークスは3着に好走。途中4か月の休養を挟み、10月28日の3歳以上2勝クラスで3勝目、続く11月25日の花園ステークスで4勝目を挙げ、オープンクラスに昇格した。

### 4歳（2024年）
1月21日の東海ステークスより始動し、4着。3月24日のマーチステークスは1番人気に支持されたが、直線での伸びを欠いて6着に敗れた。約5か月の休養を挟み、復帰戦となった8月25日の名鉄杯で再び1番人気に支持されるも、またしても着外（7着）に沈んだ。9月15日のラジオ日本賞（4着）の後は休養し、シーズン中に勝利を挙げることはできなかった。

### 5歳（2025年）
2月10日のアルデバランステークスより始動。3番手から4コーナー入り口で先頭に立ち、モンブランミノルとの叩き合いをアタマ差制してオープン昇格後初・花園ステークス以来1年3か月ぶりの勝利を収めた。2年連続出走のマーチステークスは先団の後ろから脚を伸ばし、ゴール寸前でマテンロウスカイを交わして重賞初優勝を果たした。父ホッコータルマエの産駒としても、これがJRA重賞初勝利となった。

## 競走成績
以下の内容は、netkeiba.comおよびJBISサーチに基づく。
| 競走日     | 競馬場 | 競走名         | 格   | 距離（馬場）  | 頭 数 | 枠 番 | 馬 番 | オッズ （人気） | 着順 | タイム （上り3F） | 着差 | 騎手        | 斤量 [kg] | 1着馬（2着馬）         | 馬体重 [kg] |
| ---------- | ------ | -------------- | ---- | ------------- | ----- | ----- | ----- | --------------- | ---- | ----------------- | ---- | ----------- | --------- | ---------------------- | ----------- |
| 2023.03.12 | 中山   | 3歳未勝利      |      | ダ1800m（良） | 16    | 7     | 13    | 003.60（2人）   | 03着 | R1:53.8（37.3）   | -0.0 | 0横山武史   | 56        | ペンティメント         | 490         |
| 0000.04.02 | 中山   | 3歳未勝利      |      | ダ1800m（良） | 13    | 4     | 5     | 001.10（1人）   | 01着 | R1:55.9（38.4）   | -0.6 | 0横山武史   | 56        | （トロピカルタウン）   | 492         |
| 0000.04.22 | 東京   | 3歳1勝クラス   |      | ダ1600m（良） | 16    | 5     | 9     | 006.00（3人）   | 02着 | R1:36.7（37.2）   | -0.0 | 0田辺裕信   | 56        | パライバトルマリン     | 492         |
| 0000.05.06 | 東京   | 3歳1勝クラス   |      | ダ1600m（良） | 15    | 2     | 2     | 001.70（1人）   | 01着 | R1:36.5（37.0）   | -0.4 | 0横山武史   | 56        | （ブレイゼスト）       | 488         |
| 0000.06.18 | 東京   | ユニコーンS    | GIII | ダ1600m（良） | 15    | 7     | 13    | 003.10（2人）   | 03着 | R1:35.7（36.2）   | -0.7 | 0横山武史   | 56        | ペリエール             | 492         |
| 0000.10.07 | 東京   | 西湖特別       | 2勝  | ダ1600m（良） | 12    | 5     | 5     | 001.30（1人）   | 03着 | R1:37.3（35.7）   | -0.0 | 0横山武史   | 56        | ミファヴォリート       | 508         |
| 0000.10.28 | 京都   | 3歳上2勝クラス |      | ダ1800m（良） | 13    | 3     | 4     | 001.30（1人）   | 01着 | R1:52.2（37.4）   | -0.5 | 0J.モレイラ | 56        | （メイショウコジョウ） | 512         |
| 0000.11.25 | 京都   | 花園S          | 3勝  | ダ1800m（良） | 16    | 8     | 16    | 002.60（1人）   | 01着 | R1:51.6（37.0）   | -0.1 | 0J.モレイラ | 56        | （ミラクルティアラ）   | 516         |
| 2024.01.21 | 京都   | 東海S          | GII  | ダ1800m（重） | 16    | 7     | 13    | 009.30（5人）   | 04着 | R1:49.7（35.9）   | -0.5 | 0岩田望来   | 56        | ウィリアムバローズ     | 514         |
| 0000.03.24 | 中山   | マーチS        | GIII | ダ1800m（良） | 14    | 7     | 12    | 002.80（1人）   | 06着 | R1:51.7（37.7）   | -1.0 | 0横山武史   | 57        | ヴァルツァーシャル     | 514         |
| 0000.08.25 | 中京   | 名鉄杯         | OP   | ダ1800m（良） | 13    | 3     | 3     | 002.30（1人）   | 07着 | R1:52.6（38.5）   | -1.0 | 0岩田望来   | 57        | バハルダール           | 522         |
| 0000.09.15 | 中山   | ラジオ日本賞   | OP   | ダ1800m（良） | 14    | 7     | 12    | 006.40（4人）   | 04着 | R1:52.4（37.6）   | -0.2 | 0斎藤新     | 57        | アウトレンジ           | 512         |
| 2025.02.10 | 京都   | アルデバランS  | OP   | ダ1900m（良） | 16    | 3     | 6     | 008.30（4人）   | 01着 | R1:58.2（35.9）   | -0.0 | 0岩田望来   | 57        | （モンブランミノル）   | 520         |
| 0000.03.30 | 中山   | マーチS        | GIII | ダ1800m（稍） | 15    | 7     | 12    | 004.60（2人）   | 01着 | R1:51.5（37.9）   | -0.1 | 0岩田望来   | 57.5      | （マテンロウスカイ）   | 514         |
| 0000.05.24 | 京都   | 平安S          | GIII | ダ1900m（稍） | 16    | 4     | 8     | 004.70（2人）   | 09着 | R1:58.2（35.9）   | -1.0 | 0岩田望来   | 57        | アウトレンジ           | 514         |
| 0000.08.09 | 札幌   | エルムS        | GIII | ダ1700m（稍） | 14    | 7     | 11    | 011.00（6人）   | 06着 | R1:44.6（37.0）   | -1.1 | 0丹内祐次   | 58        | ペリエール             | 520         |

- 競走成績は2025年8月9日現在

## 血統表
| ブライアンセンスの血統        | ブライアンセンスの血統                | ブライアンセンスの血統           | （血統表の出典）                 | （血統表の出典）  |
| 父系                          | キングマンボ系                        | キングマンボ系                   | キングマンボ系                   | [ § 2 ]           |
| 父 ホッコータルマエ 鹿毛 2009 | 父の父キングカメハメハ 鹿毛 2001      | Kingmambo                        | Mr. Prospector                   | Mr. Prospector    |
| 父 ホッコータルマエ 鹿毛 2009 | 父の父キングカメハメハ 鹿毛 2001      | Kingmambo                        | Miesque                          |                   |
| 父 ホッコータルマエ 鹿毛 2009 | 父の父キングカメハメハ 鹿毛 2001      | *マンファス                      | *ラストタイクーン                | *ラストタイクーン |
| 父 ホッコータルマエ 鹿毛 2009 | 父の父キングカメハメハ 鹿毛 2001      | *マンファス                      | Pilot Bird                       |                   |
| 父 ホッコータルマエ 鹿毛 2009 | 父の母マダムチェロキー 鹿毛 2001      | Cherokee Run                     | Runaway Groom                    | Runaway Groom     |
| 父 ホッコータルマエ 鹿毛 2009 | 父の母マダムチェロキー 鹿毛 2001      | Cherokee Run                     | Cherokee Dame                    |                   |
| 父 ホッコータルマエ 鹿毛 2009 | 父の母マダムチェロキー 鹿毛 2001      | *アンフォイルド                  | Unbridled                        | Unbridled         |
| 父 ホッコータルマエ 鹿毛 2009 | 父の母マダムチェロキー 鹿毛 2001      | *アンフォイルド                  | Bold Foil                        |                   |
| 母 ヒラボクビジン 黒鹿毛 2007 | 母の父*ブライアンズタイム 黒鹿毛 1985 | Roberto                          | Hail to Reason                   | Hail to Reason    |
| 母 ヒラボクビジン 黒鹿毛 2007 | 母の父*ブライアンズタイム 黒鹿毛 1985 | Roberto                          | Bramalea                         |                   |
| 母 ヒラボクビジン 黒鹿毛 2007 | 母の父*ブライアンズタイム 黒鹿毛 1985 | Kelley's Day                     | Graustark                        | Graustark         |
| 母 ヒラボクビジン 黒鹿毛 2007 | 母の父*ブライアンズタイム 黒鹿毛 1985 | Kelley's Day                     | Golden Trail                     |                   |
| 母 ヒラボクビジン 黒鹿毛 2007 | 母の母*オリジナルスピン 鹿毛 1997     | Machiavellian                    | Mr. Prospector                   | Mr. Prospector    |
| 母 ヒラボクビジン 黒鹿毛 2007 | 母の母*オリジナルスピン 鹿毛 1997     | Machiavellian                    | Coup de Folie                    |                   |
| 母 ヒラボクビジン 黒鹿毛 2007 | 母の母*オリジナルスピン 鹿毛 1997     | Not Before Time                  | Polish Precedent                 | Polish Precedent  |
| 母 ヒラボクビジン 黒鹿毛 2007 | 母の母*オリジナルスピン 鹿毛 1997     | Not Before Time                  | Time Charter                     |                   |
| 母系(F-No.)                   | オリジナルスピン(IRE)系(FN:22-a)      | オリジナルスピン(IRE)系(FN:22-a) | オリジナルスピン(IRE)系(FN:22-a) | [ § 3 ]           |
| 5代内の近親交配               | Mr. Prospector：4×4                   | Mr. Prospector：4×4              | Mr. Prospector：4×4              | [ § 4 ]           |
| 出典                          | 1. 2. 3. 4.                           | 1. 2. 3. 4.                      | 1. 2. 3. 4.                      | 1. 2. 3. 4.       |

- 母の半弟にダート重賞6勝のインカンテーションがいる[16]。